# Supercopa de Islas Feroe 2023
La Supercopa de Islas Feroe 2023 fue la XVII edición del torneo. Se disputó a un único partido el 26 de febrero de 2023 en el Estadio Tórsvøllur en Tórshavn.
Esta edición de la Supercopa enfrentó el campeón de Liga de la temporada 2022, el KÍ Klaksvík, y el Víkingur Gøta, campeón de la Copa de Islas Feroe de la misma temporada.
KÍ Klaksvík se impuso en los penales al B36 Tórshavn adjudicándose el título por tercera vez.

## Participantes
|  | KÍ       |  |  |  | Campeón de la Primera División de Islas Feroe (2022) |
|  | Víkingur |  |  |  | Campeón de la Copa de Islas Feroe (2022)             |

## Final
| 26 de febrero de 2023, 15:00 | KÍ Klaksvík | 0:0 (6:5 p.) | B36 Tórshavn |                             |                             |
|                              |             | Reporte      |              | Árbitro(s): Eiler Rasmussen | Árbitro(s): Eiler Rasmussen |

### Campeón
| Campeón Supercopa de Islas Feroe 2023 |
| ------------------------------------- |
| KÍ Klaksvík 3° título                 |